# Острогожская улица (Воронеж)
Острогожская у́лица — улица Воронежа, которая начинается от кольцевой авторазвязки улиц Матросова, Краснознамённой, заканчивается в микрорайоне Шилово, переходя в улицу Теплоэнергетиков. Идёт вдоль крутого правого берега Воронежского водохранилища и вплотную примыкает к Шиловскому лесу.

## История
Улица получила название в честь дороги на город Острогожск.
Вплоть до XIX века территория в районе дороги хозяйственно не использовалась. С востока к ней подступалась дубрава, спускавшаяся к реке Воронеж, с запада — безлесные равнинные пространства.
Промышленное развитие Воронежа заставило властей вынести грязные производства подальше от жилого центра, и на Острогожской дороге начали появляться многочисленные скотобойни и сопутствующие им сало- и мыловарни. Одним из отходов была зола, которую сбрасывали в большой овраг, по которому проходила дорога к реке (район нынешних Ладожской и Онежской улиц), и район получил название Золка. Из крупнейших промышленников, торговавших не только с Воронежем, но и с другими городами, в том числе — с Москвой, стоит отметить мещан братьев С. В. и М. В. Матасовых и купцов Михайловых. С именем последних связаны другие знаменитые воронежцы: на даче А. Р. Михайлова, расположенной неподалёку, отдыхал И. С. Никитин, а на саловарне мастером работал Я. М. Маршак, отец писателя Самуила Маршака. Сам писатель, вероятно, родился и провёл первые годы жизни тут же, на даче А. Р. Михайлова.
Собственно Острогожская улица проложена по старой дороге в предвоенные годы. Покрытая булыжником, она стала застраиваться частным сектором (после Великой Отечественной войны). Со временем по ней продлили трамвайную ветку с Краснознамённой улицы, построив кольцо в 2-х километрах от старого. С конечной остановки отправлялись автобусы на Ближние и Дальние Сады. Неподалёку от трамвайной конечной появилось военное стрельбище и автодром.
Современная Острогожская улица протягивается на 11 километров и связывает город с Ближними и Дальними Садами и микрорайоном Шилово.

## Здания
- № 57 — Школа-интернат для детей-сирот
- № 73 — бывшая Автоколонна № 11/49
- № 83 — Госархив Министерства Обороны по личному составу, Управление госавтонадзора по Воронежской области
- № 93а — стрелково-стендовый комплекс «Вайцеховский и сын»
- № 101а — стрелковый клуб Выстрел (ДОСААФ России)
- № 107 — ОАО Турбонасос
- № 109 — Экспериментальный завод КБХА
- № 111б — Мобилизационная база МЧС России по Воронежской области[1]

## Транспорт
До 15 апреля 2009 года по улице курсировал трамвай № 1. В период максимального развития по улице ходили 3 круглогодичных маршрута: № 1, № 14, № 21, а также летний «дачный» № 2а. В настоящее время рельсы на улице частично демонтированы.
По Острогожской в настоящее время ходят автобусы: № 21, № 58с (сезонный), № 76, № 76с (сезонный), № 85, № 113, № 113кт, № 113кш, № 113сд (сезонный), № 141, № 147, № 152 и маршрутные такси № 5.